# Vladislav Mirčev
Vladislav Mitkov Mirčev (in bulgaro Владислав Митков Мирчев?; traslitterazione anglosassone: Vladislav Mirchev; Sofia, 23 gennaio 1987) è un calciatore bulgaro, attaccante del Septemvri Tervel.

## Carriera

### Club
Mirchev nasce a Varna, e comincia la sua carriera nella squadra locale, lo Spartak, squadra con cui rimane, nonostante sia stato prestato a Černomorec Burgas e BATĖ Borisov, fino al 2009, quando viene acquistato a titolo definitivo dall'Ancona.
Il giocatore rimane svincolato dopo il fallimento dell'Ancona.

### Nazionale
Nel 2007 raccoglie 6 presenze con la Bulgaria Under-21, segnando due goal, di cui uno contro la Grecia.